# Перло, Габриэле
Габриэ́ле Пе́рло (итал. Gabriele Perlo IMC, 11 мая 1879 года, Фоссано, Италия – 26 сентября 1948 года) — католический епископ Апостольского викариата Могадишо с 22 декабря 1927 года по август 1930 года. Член монашеского конгрегации священников-миссионеров Утешения (Priest of Consolata Missionaries). 
24 июня 1902 года был рукоположен в священники в монашеской конгрегации священников-миссионеров Утешения, после чего отправился на миссию в Итальянское Сомали. 
22 декабря 1927 года римский папа Пий XI учредил Апостольский викариат Могадишо, назначив его первым ординарием Габриэле Перло. 27 февраля 1928 года состоялось его рукоположение в епископы, которое титулярный епископ Констанции Сцитийской и апостольский делегат в Индии архиепископ Пьетро Пизани. 
В августе 1930 года подал в отставку. Скончался в 1948 году.